# Johann Elias Greifenhahn
Johann Elias Greifenhahn, auch Johann Elias Greiffenhahn (* 1687 in Salzungen; † 4. August 1749 in Jena) war ein deutscher Hochschullehrer.

## Leben
Johann Elias Greifenhahn war der Sohn eines Schuhmachers.
Er besuchte die Schule in Coburg und zeigte hierbei ein großes Sprachtalent für die Neuen Sprachen.
1710 begann er ein Philosophie-Studium an der Universität Jena; dort erhielt er 1716 seinen Magister und gab anschließend an der Universität Sprachunterricht in Italienisch, Französisch und Englisch. Zu seinen Schülern gehörte unter anderem der Theologe Johann Rudolph Anton Piderit.
Er gab drei Grammatiken für die Sprachen, die er lehrte, heraus, die seine Studenten zum leichteren Erlernen der jeweiligen Sprache nutzen konnten. Die Grammatiken waren so erfolgreich, dass sie in den folgenden Jahren noch mehrfach aufgelegt wurden. Seine englische Grammatik war eines der am weitesten verbreiteten Lehrwerke für den Englischunterricht.

## Schriften (Auswahl)
- Wohleingerichtete italienische Grammatika Literatorum. Jena, 1714.
- Ernst Salomon Cyprian; Johann Elias Greiffenhahn: De Propagatione Haeresivm Per Cantilenas. Jena 1715.
- Wohleingerichtete französische Grammatika Literatorum. Jena, 1716.
- Wohleingerichtete englische Grammatika Literatorum. Jena, 1723.